# Jaskinia Kijowska
Jaskinia Kijowska – jaskinia krasowa w Uzbekistanie, w Górach Zarafszańskich. Znajduje się na rozległym krasowym płaskowyżu Kyrk-Tau.
Odkryta w 1972 r. jako jaskinia Kiłsi. Podana wówczas głębokość wynosiła –990 m. W 1976 r. wyprawa speleologiczna z Kijowa dotarła na głębokość –1030 m, a kilka tygodni później ekipa speleologów z Krymu posunęła eksplorację jaskini aż do syfonu wodnego na głębokości –1082 m. Bardziej współczesne źródła oparte na badaniach speleologicznych podają głębokość 950 lub 990 m.